# Lago Cardiel
Lago Cardiel är en sjö i Argentina.   Den ligger i provinsen Santa Cruz, i den södra delen av landet, 1 900 km sydväst om huvudstaden Buenos Aires. Lago Cardiel ligger 285 meter över havet. Arean är 370 kvadratkilometer. Den sträcker sig 25,5 kilometer i nord-sydlig riktning, och 23,1 kilometer i öst-västlig riktning.
Trakten runt Lago Cardiel är nära nog obefolkad, med mindre än två invånare per kvadratkilometer.